# Aleuroparadoxus
Aleuroparadoxus is een geslacht van halfvleugeligen (Hemiptera) uit de familie witte vliegen (Aleyrodidae), onderfamilie Aleyrodinae.
De wetenschappelijke naam van dit geslacht is voor het eerst geldig gepubliceerd door Quaintance & Baker in 1914. De typesoort is Aleyrodes iridescens.

## Soorten
Aleuroparadoxus omvat de volgende soorten:
- Aleuroparadoxus arctostaphyli Russell, 1947
- Aleuroparadoxus chomeliae Russell, 1947
- Aleuroparadoxus gardeniae Russell, 1947
- Aleuroparadoxus ilicicola Russell, 1947
- Aleuroparadoxus iridescens (Bemis, 1904)
- Aleuroparadoxus punctatus Quaintance & Baker, 1917
- Aleuroparadoxus rhodae Russell, 1947
- Aleuroparadoxus sapotae Russell, 1947
- Aleuroparadoxus trinidadensis Russell, 1947
- Aleuroparadoxus truncatus Russell, 1947